# Kompaktna kaseta
Kompáktna kaséta, pogosto tudi ávdiokaséta, kasétni trák, kaséta ali preprosto trák, je magnetni trak, oblikovan za zvočni zapis. Tržišču je bila predstavljena leta 1963, po letu 2000 pa ob povečani uporabi digitalnih medijev njena uporaba začela hitro izginjati. Po letu 2010 je prodaja skupaj s ploščami zopet hitro začela naraščati, verjetno zaradi nostalgije in njene kompaktnosti ter trpežnosti. Je vsekakor najcenejši zapis zvoka na tržišču, kvaliteta pa je odvisna od kvalitete predvajalnika in vrste kasete. Tako je lahko ista kaseta zelo dobro slišati na enem, in izredno slabo na drugem kasetofonu. Poznamo več vrst kaset, najbolj razširjena je type 1, ki vsebuje železov oksid, so najcenejše in imajo povprečno kvaliteto. Boljše kasete so type 2 in type 4, ki vsebujejo kromov dioksid, oziroma čiste kovine, zadnja je tudi najnovejša, najnovejša in tudi najdražja. V 70-ih in 80-ih so prodajali tudi type 3 kaseto, ki zaradi visoke cene ni dosegla popularnosti. Vsebovala je mešanico med type 1 in type 2, po kvaliteti pa je bila boljša od type 2 in nekoliko slabša od type 4.
Zaradi hitrega naraščanja popularnosti, danes veliko glasbenikov ponovno izdaja na kasetah. Popularno je tudi snemanje iz FM radia na prazne kasete.
Kaseta vsebuje analogni podatkovni zapis, magnetni trak pa je podolžno razdeljen na dva dela, zato ima kaseta dve t. i. strani. Navadno je vsaka stran kasete omogočala 30 do 45 minut zvočnega zapisa, redkeje tudi 60.
Prva kaseta v Sloveniji (ZKP RTV) je bila izdana 1970, zadnja v redni proizvodnji pa 2006.